# Saori Ariyoshi
Saori Ariyoshi (有吉 佐織 Ariyoshi Sayori?,  nacido el 1 de noviembre de 1987 en Saga) es una futbolista japonesa. Juega de defensa y su equipo actual es el Omiya Ardija Ventus de la WE League.
Ariyoshi es internacional absoluta por la selección de Japón desde 2012.

## Selección nacional

### Participaciones en Copas del mundo
| Copa                                    | Sede   | Resultado     |
| --------------------------------------- | ------ | ------------- |
| Copa Mundial Femenina de Fútbol de 2015 | Canadá | Segundo lugar |

### Participaciones en Copa Asiática
| Copa                                     | Sede     | Resultado |
| ---------------------------------------- | -------- | --------- |
| Copa Asiática Femenina de la AFC de 2014 | Vietnam  | Campeón   |
| Copa Asiática Femenina de la AFC de 2018 | Jordania | Campeón   |

### Participaciones en Juegos Asiáticos
| Copa                     | Sede          | Resultado     |
| ------------------------ | ------------- | ------------- |
| Juegos Asiáticos de 2014 | Corea del Sur | Segundo lugar |
| Juegos Asiáticos de 2018 | Indonesia     | Campeón       |

## Clubes
| Club                | País  | Año           |
| ------------------- | ----- | ------------- |
| TEPCO Mareeze       | Japón | 2008          |
| Nippon TV Beleza    | Japón | 2010-2020     |
| Omiya Ardija Ventus | Japón | 2021-presente |

## Palmarés

### Títulos nacionales
| Título                    | Club                   | País  | Año  |
| ------------------------- | ---------------------- | ----- | ---- |
| Nadeshiko League          | NTV Tokyo Verdy Beleza | Japón | 2010 |
| Nadeshiko League          | NTV Tokyo Verdy Beleza | Japón | 2015 |
| Nadeshiko League          | NTV Tokyo Verdy Beleza | Japón | 2016 |
| Nadeshiko League          | NTV Tokyo Verdy Beleza | Japón | 2017 |
| Nadeshiko League          | NTV Tokyo Verdy Beleza | Japón | 2018 |
| Nadeshiko League          | NTV Tokyo Verdy Beleza | Japón | 2019 |
| Copa de la Emperatriz     | NTV Tokyo Verdy Beleza | Japón | 2014 |
| Copa de la Emperatriz     | NTV Tokyo Verdy Beleza | Japón | 2017 |
| Copa de la Emperatriz     | NTV Tokyo Verdy Beleza | Japón | 2018 |
| Copa de la Emperatriz     | NTV Tokyo Verdy Beleza | Japón | 2019 |
| Copa de la Emperatriz     | NTV Tokyo Verdy Beleza | Japón | 2020 |
| Copa de la Liga Nadeshiko | NTV Tokyo Verdy Beleza | Japón | 2010 |
| Copa de la Liga Nadeshiko | NTV Tokyo Verdy Beleza | Japón | 2012 |
| Copa de la Liga Nadeshiko | NTV Tokyo Verdy Beleza | Japón | 2016 |
| Copa de la Liga Nadeshiko | NTV Tokyo Verdy Beleza | Japón | 2018 |
| Copa de la Liga Nadeshiko | NTV Tokyo Verdy Beleza | Japón | 2019 |

### Títulos internacionales
| Título                           | Club               | País      | Año  |
| -------------------------------- | ------------------ | --------- | ---- |
| Copa Asiática Femenina de la AFC | Selección de Japón | Vietnam   | 2014 |
| Copa Asiática Femenina de la AFC | Selección de Japón | Jordania  | 2018 |
| Juegos Asiáticos                 | Selección de Japón | Indonesia | 2018 |